# Pierre Kalitine
Piotr Petrovitch Kalitine (en russe : Пётр Петрович Калитин), né en 1853 et mort en 1927, était un général russe qui combattit durant la Première Guerre mondiale et la guerre civile russe.

## Carrière militaire

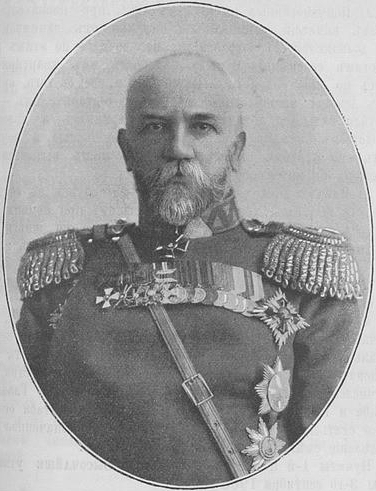
Pierre Kalitine.

Issu d'une famille de militaires, il suit une formation à l'école militaire de Nijni Novgorod mais est exclu de sa cinquième année pour inconduite. Il s'engage en tant que volontaire dans le Ier bataillon de tirailleurs du Turkestan (son frère Paul Petrovitch Kalitine commande la 2e compagnie du bataillon) lors de la campagne de Khiva (1873). Pour sa conduite, il reçoit une croix de Saint-Georges et est promu, en 1874, aspirant (praporchtchik).
Il prend ensuite part à la conquête du Khanat de Kokand en 1875-1876, sous les ordres du général Vitali Nikolaïevitch Trotski, campagne pendant laquelle il se fait remarquer et reçoit l'Ordre de Sainte-Anne (4e classe) sur l'épée et passe sous-lieutenant. Il obtient également l'Ordre de Sainte-Anne de la troisième classe avec épées et ruban ainsi que l'Ordre de Saint-Stanislas de troisième classe avec épées et ruban.
En 1880-1881, il fait partie de l'expédition d'Akhal contre les turkmènes sous le commandement de Alexeï Nikolaïevitch Kouropatkine, expédition pendant laquelle il est blessé lors de la prise de Geok-Tepe. Plus tard, il y fera ériger un monument en l'honneur de ses camarades tombés au combat. Il est alors promu capitaine en second et obtient l'Ordre de Sainte-Stanislas de deuxième classe, celui de Saint-Vladimir de quatrième classe avec épées et ruban ainsi que l'Ordre de Saint-Georges de quatrième classe.
En 1885, il commande la milice de cavalerie turkmène de la région militaire du Caucase avant d'être promu lieutenant-colonel en 1890. La milice devient en 1892 la division irrégulière de cavalerie turkmène : Kalitine en prend le commandement en 1893 et devient colonel en 1895.
Il est fait commandant du 1er régiment Volgski des cosaques du Terek le 10 juin 1899. Promu général, il commande, le 28 mai 1903, la deuxième brigade de cavalerie cosaque puis la brigade de cavalerie d'Oussouri, avant d'aller commander la brigade de Transbaïkalie. Sa migration vers l'est continua avec le commandement de la brigade de cosaques de Sibérie occidentale au rang de lieutenant général.

## Première Guerre mondiale
Il participe au début de la guerre en tant que commandant de la division de cosaques de Sibérie puis du premier corps d'armée du Caucase. Promu général de cavalerie, il obtient le 17 mai 1915 l'Ordre de Saint-Georges de troisième classe pour ses actions du 14 décembre au 13 janvier 1915. Son action dans la prise d'Erzouroum lui vaut une arme d'or de l'Ordre de Saint-Georges avec l’inscription Pour Bravoure, décernée le 19 mai 1916. Il fut aussi membre du Comité des blessés à partir de mars 1917.

## Guerre civile
Il combattit alors aux côtés de Anton Ivanovitch Dénikine pour les russes blancs avant d'aller avec Piotr Nikolaïevitch Wrangel en Crimée. Il émigra dans un premier temps en Yougoslavie, puis en France où il fut travailleur dans une usine automobile. Il a été président de l'Union des Chevaliers de Saint-Georges. Il est décédé le 6 juin 1927 et repose dans le Cimetière russe de Sainte-Geneviève-des-Bois.

## Liens
- Notices d'autorité :   - VIAF
  - GND
  - Tchéquie
- (ru) Biographie en russe.